# ネバーランド

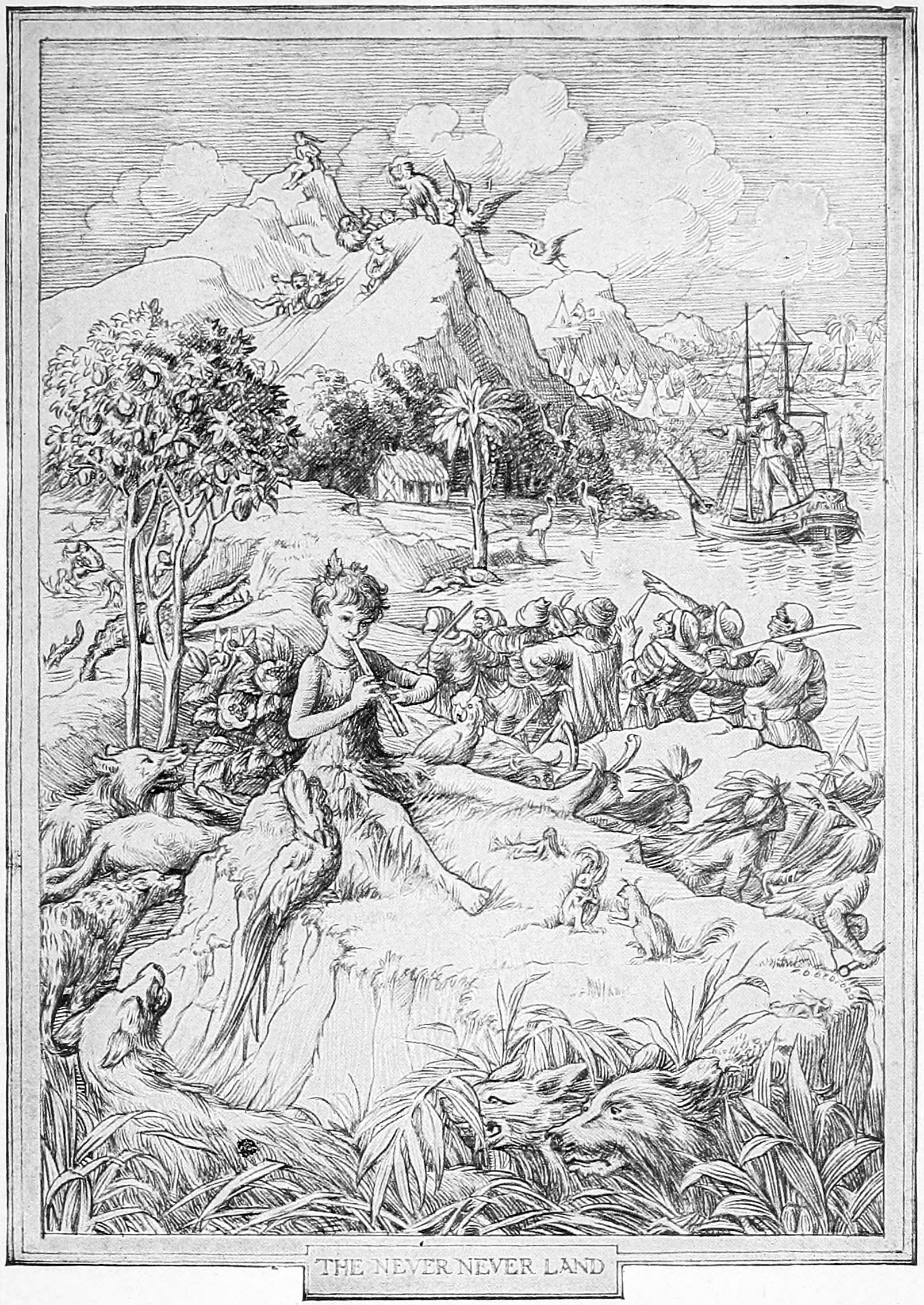
ネバーランドのピーター・パン

ネバーランド(Neverland)は、ジェームス・マシュー・バリーの戯曲『ピーター・パン』に登場する国。

## 概要
ピーター・パン、ティンカー・ベルが生まれる以前からあり、どのように誕生したのか。またはどのような人たちがここに暮らすようになったかは不明。
妖精が行き来する場合、メインランド（人間の世界）のイギリス、ロンドンからネバーランドまで約2時間45分で飛ぶことができる。
海賊のフック船長をはじめインディアンのタイガーリリー、妖精が住む異世界・ネヴァー・ネヴァー・ランド（ネバーランド）に移り住むと、親とはぐれ年を取らなくなった子どもたち（ロストボーイ）同様、年を取らなくなり移り住んだ時の姿のままで過ごすことになる（逆にネバーランドから人間界などの別世界に出てしまうと、その世界にいる時間だけ年を取ることになる）。
ウェンディ、ジョン、マイケルはロンドンからピーター・パン、ティンカー・ベルに連れられて来たことがある。

## 土地
幾人かのアーティストによって地図が描かれているが、アーティストの想像によって補われた部分の多いものばかりである。今日に至るまで全てのストーリーと矛盾の無い「完全」な地図は存在しない。

### 主な場所
物語の舞台のひとつであるネバーランド(NEVER LAND)。その一部として大海に囲まれた島がある。そこには、沼や森林をはじめスリルム山、インディアンの集落、海賊船が停泊する港町などある。　
妖精の谷「ピクシー・ホロウ」(Pixie Hollow)
ティンカー・ベルの故郷。他にも色々な妖精もいる。
首吊り人の木(Hangman's Tree)　
森林の奥地にある隠れ家。
もとはただの大木で枯れ木だった樹木を、妖精ティンカー・ベルが当時、生後7日目の赤ちゃん（ピーター・パン）とクマのぬいぐるみ「タディ」の新しい住み家として作り上げたもの。
内部の奥にはベッドが設置され、そこに生後7日目の赤ちゃん（ピーター・パン）がクマのぬいぐるみ「タディ」と共に寝かされ、妖精ティンカー・ベルも一緒に寝ていた。
ピーター・パンが12歳の少年になった頃には、メインランドからウェンディ、ジョン、マイケルの3人を迎え入れ、そこで遊んだり昼寝などして過ごしていた。
インディアンキャンプ(Indian Camp)
ネバーランドの一角にある崖の上にある集落。
タイガー・リリーをはじめ、インディアンがそこで暮らしている。
人魚の泉(Mermaid Lagoon)
人魚が暮らしている場所。
ネバーランドで危険な場所のひとつとしてあげられており、ウェンディが人魚達に襲われ、水中に引き込まれかけたこともある。
スカルロック(Skull Rock)
別名、ドクロ岩。海賊が戦った相手の戦利品を隠している場所。
主に貴金属のネックレスや王冠。ダイヤモンド、ルビーなどの宝石。武器、防具などが置いてある。
クロコダイルクリーク(Crocodile Creek)
ワニの住む湿地帯。
フック船長の手を食いちぎった凶暴のワニも生息している。
港町(Cannibal Cove)
映画『フック』で描写された場所。
住宅をはじめ、店や工房がいくつか建ち並んでおり、船着き場では船に積んである荷物の荷下ろしや積み込みも行われている。
海賊船も停泊していることもある。
球場も設けられている。

## 住人
ロストボーイズ（Lost Boys）
親とはぐれ年を取らなくなった子どもたち。主に森林の奥地で暮らしており、そこでトロッコに乗ったり、いろいろな遊びをして楽しんでいる。
ピーター・パンが12歳位の少年になった頃は仲間となり、そのうち何人かは部下になって動物の形の衣装を着ている。
- キツネがスライトリー（Slightly）
- クマがカビー（Cubby）
- アライグマがツインズ（The Twins）
- ウサギがニブス（Nibs）
- スカンクがトゥートルズ（Tootles）

ネイティブ・アメリカン（Native American tribes）
ロストボーイズと違って老若男女いる。
インディアンの集落に住んでおり、ピカニニ族をはじめタイガー・リリーとその家族もネバーランドで生活を共にしている。
海賊（Pirates）
フック船長とその一味。
海賊船で行動し、ロストボーイズと敵対している。
妖精（Fairies）
妖精の谷「ピクシー・ホロウ」で暮らしている。
「人間の赤ちゃんが初めて笑う時、それと同時に妖精が生まれる」という言葉どおりに妖精が生まれてくる。逆に「妖精なんか信じない」などと否定的なことを言われると、妖精が死んでしまう。
妖精の粉の製造が仕事のひとつとして頻繁に行っている。
メインランド（人間界）へ出かけるときは、公園や森林などに棄てられて死にかけて泣いている赤ちゃんの収集も担っているが、大半は死んでしまっている。中には、無事に生きて連れて来られることもあるが、躾、食事等の育児はネバーランドの住人に任せている。
生後7日目の人間の赤ちゃんの育児も住人に任せていたが、後にティンカー・ベルがその子の母親がわりとして育児に専念したケースもある。
人魚（Mermaids or Mermen）
ネバーランドの「マーメイドラグーン」に棲む、上半身女性で下半身魚類の精霊。大海で泳いで遊んだり、入江に来て一休みすることもある。
ときにはピーター・パンを楽しませることもあるが、妖精にとっては厄介な存在。

### 移住者
- ネバーランドで暮らしている人の大半は、ここで生まれて生活している。
- 中にはロストボーイのように、親とはぐれて迷子となり、ここで暮らしている子供もいる。
- それ以外で移住してきた人はいるのかどうかは、不明である。

人間の赤ちゃん（Baby）
メインランド（人間界）のイギリス、ロンドンで生まれた生後7日目の人間の男の赤ん坊。白のベビードレスにカバーオール、ベビーシューズを履いた格好に、茶色のクマのぬいぐるみ「タディ」(Teddy bear "Taddei")と一緒。
ネバーランドへ連れて来られたのは、ロンドン郊外のケンジントン公園で母親が友人との会話に夢中になっている最中に、ベンチの側に止めてある乳母車が強風によって坂道を転げ落ち、森林の奥の円形の石畳にぶつかってしまう。乳母車は横倒しになり、赤ん坊はぬいぐるみごと跳ばされて中央まで叩きつけられてしまう。雨の中で両手両足をバタバタしながら大声で泣き叫んでいるところを妖精ティンカー・ベルに見つけられたのがきっかけとなった。
初めての出逢いに痛みと寂しさを忘れ、大声で泣くの止めた後は共に見つめながら妖精の粉をかけられ、クマのぬいぐるみ「タディ」の手を持ったまま妖精ティンカー・ベルの手を握りしめ、遥か遠くにある世界「ネバーランド」へ旅立った。
ネバーランドに初めて入った時は歳をとらなくなり、生後7日目の赤ちゃんの姿のまま歩行だけでなく会話もできない状態の中、苦難の日々を過ごしていた。
その赤ちゃんが後の「ピーター・パン」となる。

## 影響
マイケル・ジャクソンは、カリフォルニア州に購入した自宅兼プライベート遊園地の名前をネバーランド牧場(Neverland Ranch)と名付けた。